# Catedral de Santa Catalina (Utrecht)

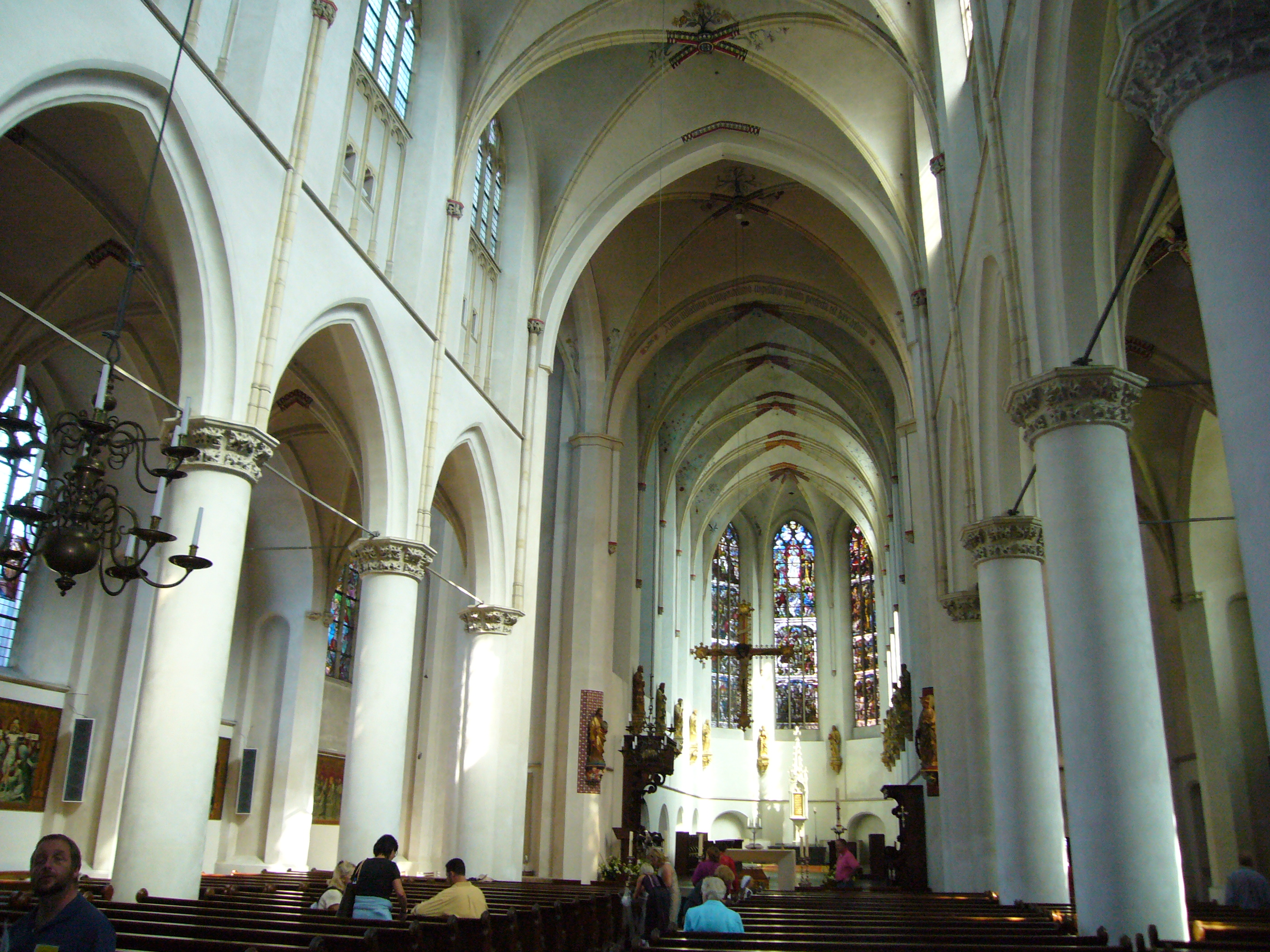
Vista del interior

La catedral de Santa Catalina (en neerlandés: Sint-Catharinakathedraal) es una iglesia católica dedicada a Santa Catalina de Alejandría, situada en Utrecht en los Países Bajos.
Fue construida como parte del convento carmelita fundado en 1456. Después de 1529, las obras del edificio fueron continuadas por los Caballeros Hospitalarios.
La gran iglesia no se terminó hasta mediados del siglo XVI. Desde 1580 hasta 1815 fue la sede de una comunidad protestante. En 1815 fue devuelta a los católicos, en primer lugar como una iglesia guarnición, y luego, desde 1842, como iglesia parroquial.
Desde 1853 la iglesia de Santa Catalina ha sido la sede de la católica arquidiócesis de Utrecht como catedral de Santa Catalina.